# مسجد السميط (المجصة)
مسجد السميط من مساجد العراق القديمة الأثرية، أسسه وأتم بناءه جاسر بن محمد بن فوزان آل سميط عام 1175 هـ/1761م، ويقع في محافظة البصرة، في قضاء الزبير، في محلة المجصة، قرب مدرسة طلحة، واشتهر عند الناس باسم مسجد المجصة، والمجصة هي إحدى محلات قضاء الزبير، وكان بناءه من الطين، وأوقف عليهِ بانيهِ ومؤسسهِ قطعة أرض من بستان نخيل من ضمن أملاكه في منطقة أم النعاج، وهي إحدى نواحي مدينة البصرة، وفي عام 1206 هـ/1791م، قام بتجديد بناءه الشيخ سلمان بن منصور السعدون، وفي عام 1376 هـ/1956م، جدد بناءه ناصر صباح الناصر.
وفي عام 1420 هـ/1999م، أصلح أماكن الوضوء، وجدد البناء السيد عبد الرزاق الشيب على نفقته الخاصة، ثم جدد المسجد على نفقة مجلس الأعمار في قضاء الزبير، عام 1426 هـ/2005م، وهو مسجد كبير يبلغ مساحة الحرم 250م2 ويقوم على أعمدة من الأسمنت المسلح بالحديد، ولهُ محراب مبني من الطابوق الأصفر المنجور، وتحيطهُ النوافذ من كل جهة، وعلى سطحهِ منارة مئذنة صغيرة، وتقام في الجامعِ الصلوات الخمسة، وفيهِ دورات ودروس تحفيظ القرآن، وفيهِ مصلى صيفي، ومقابل الحرم أربعة غرف للإمام والمؤذن والخادم وغرفة مخزن.
ومن الأئمة الذين تعاقبوا على منصب الإمامة والخطابة فيه: 
- الشيخ عبد الله جميعان، 1276هـ.
- الشيخ إبراهيم بن غملاس، 1285هـ.
- الملا عبد الرحمن بن أحمد الحنفي المتوفي عام 1322هـ.
- الملا أحمد بن عبد الرحمن الحنفي.
- الملا عبد العزيز الإملاس، عام 1343هـ.
- الملا عبد العزيز الحسين.
- الشيخ عبد الرحمن بن علي العوهلي.
- الملا عبد الكريم عبد الله الدايل.
- الشيخ حسن علي الرشيد.
- الشيخ عبد الرحيم بن عيسى الراشد.